# Petra von Kants bittra tårar
Petra von Kants bittra tårar (tyska: Die bitteren Tränen der Petra von Kant) är en tysk dramafilm från 1972 i regi av Rainer Werner Fassbinder. Filmen är baserad på Fassbinders egen teaterpjäs. Det är en ironisk kärlekstragedi och en av många ansedd som Fassbinders starkaste film och teaterstycke.

## Handling
I filmen spelar enbart kvinnor och den utspelar sig i protagonisten Petra von Kants hem. Den tar upp den impulsiva modeskaparen Petras förhållanden till andra kvinnor: dottern, modern, en vän, en älskarinna samt sin assistent. 

## Rollista
- Margit Carstensen - Petra von Kant
- Irm Hermann - Marlene
- Hanna Schygulla - Karin Thimm
- Gisela Fackeldey - Valerie von Kant
- Eva Mattes - Gabriele von Kant
- Katrin Schaake - Sidonie von Grasenabb